# Țăndărei
Țăndărei est une ville du județ de Ialomița, Roumanie.

## Démographie
Lors du recensement de 2011, 65,47 % de la population se déclarent roumains et 10,85 % comme roms (23,55 % ne déclarent pas d'appartenance ethnique et 0,11 % déclarent une autre appartenance ethnique).

## Politique
| Parti | Parti                                                 | Sièges |
| ----- | ----------------------------------------------------- | ------ |
|       | Parti social-démocrate (PSD)                          | 6      |
|       | Parti national libéral (PNL)                          | 3      |
|       | Parti des Ialomițiens                                 | 3      |
|       | Union nationale pour le progrès de la Roumanie (UNPR) | 2      |
|       | Parti social roumain (ro) (PSRo)                      | 2      |
|       | Alliance des libéraux et démocrates (ALDE)            | 1      |